# ادیپ شهریار (فیلم ۱۹۶۷)
اُدیپ شهریار نام فیلمی به کارگردانی پیر پائولو پازولینی و ساخته سال ۱۹۶۷ در ایتالیا است. فیلمنامه فیلم نیز از ادیپ شهریار نوشته سوفوکل در ۴۲۸ قبل از میلاد اقتباس شده‌است.

## داستان فیلم
یک زوج ایتالیایی، قبل از جنگ صاحب پسری می‌شوند.پدر به علت حسادت دیگران تحریک می‌شود که پسر را در صحرا رها کند.پسر توسط شاه پولیبوس و ملکه مروپه نجات پیدا می‌کند و نام ادیپو بر وی گذارده می‌شود.آنها او را مانند پسر خودشان بزرگ می‌کنند.ادیپو که از طریق پیشگویی باخبر می‌شود در آینده پدرش را می‌کشد و با مادرش ازدواج می‌کند کورینث را ترک می‌کند، چون فکر می‌کند که پولیبوس و مروپه پدر و مادر واقعی وی هستند.
درراه تیبس او لائیوس، پدر واقعی‌اش را می‌بیند و بعد از مشاجره‌ای او را می‌کشد.سپس وی موفق به باطل کردن طلسمی شده و شاه تیبس را از مرگ نجات می‌دهد واو نیز به ادیپو مقام شهریاری را عطامی‌کند و وی با ملکه یوکاستا، مادر واقعی‌اش، ازدواج می‌کند.بعد از آنکه ادیپو و مادرش به حقیقت پی‌می‌برند، به نتیجه پیشگویی عمل می‌کنند.ادیپو خودش را کور می‌کند و یوکاستا نیز خودکشی می‌نماید.

## جوایز

### جشنواره فیلم ونیز
- نامزد دریافت شیر طلایی ۱۹۶۷

### جایزه کینما جونپو
- برنده بهترین فیلم خارجی